# Hrabstwo Pend Oreille
Hrabstwo Pend Oreille (ang. Pend Oreille County) – hrabstwo w stanie Waszyngton w Stanach Zjednoczonych. Hrabstwo zajmuje powierzchnię 1400,27 mil² (3626,68 km²). Według szacunków United States Census Bureau w roku 2009 miało 12 946 mieszkańców. Siedzibą hrabstwa jest Newport.
Hrabstwo powstało w 1911.

## Miasta
- Cusick
- Ione
- Metaline
- Metaline Falls
- Newport